# Корралес-де-Дуеро
Корралес-де-Дуеро (ісп. Corrales de Duero) — муніципалітет в Іспанії, у складі автономної спільноти Кастилія-і-Леон, у провінції Вальядолід. Населення — 104 особи (2010).
Муніципалітет розташований на відстані близько 140 км на північ від Мадрида, 55 км на схід від Вальядоліда.

## Демографія
Динаміка населення (INE ):